# Юсупов, Григорий Дмитриевич
Князь Григо́рий Дми́триевич Юсу́пов (17 [27] ноября 1676 — 2 (13) сентября 1730, Москва) — генерал-аншеф из рода Юсуповых, отец князя Б. Г. Юсупова.

## Биография
Князь Григорий Дмитриевич Юсупов родился 17 (27) ноября 1676 года.
В колыбели князь Юсупов был пожалован царём Фёдором III Алексеевичем в стольники. Был товарищем в играх царевичу Петру Алексеевичу.
В ходе Русско-турецкой войны (1686—1700) в составе драгунского полка участвовал в обоих Азовских походах и пожалован был Петром I в есаулы. После взятия Азова участвовал в торжественном въезде царя в Москву.
Затем участвовал во многих баталиях Северной войны, в том числе под Нарвой. С 1707 года — майор лейб-гвардии Преображенского полка, в сражении при Лесной (1708 год) получил две раны (в правую руку и левую ногу).
Далее сражался под Полтавой и участвовал в пленении остатков шведских войск при Переволочне (1709 год), в 1710 году способствовал взятию Выборга.
В 1711 году находился, по поручению царя, в Польше, в Познани, где заведовал сбором и заготовлением провианта для доставления его в действующую армию.
В 1711 году участвовал в несчастном Прутском походе, получил чин бригадира. Далее принял участие в Померанском и Голштинском походах генерал-фельдмаршала А. Д. Меншикова и в пленении шведского фельдмаршала Стенбока (1713 год), затем в нескольких морских баталиях.
В 1717 году участвовал в розыскной комиссии, назначенной для расследования злоупотреблений по соляному сбору в Бахмуте, а в 1718 году ему поручено было рассмотреть дела Петра Апраксина и подполковника князя Долгорукова.
В приговоре над царевичем Алексеем Петровичем (1718 год) в числе скрепивших была подпись и Юсупова.
С 1719 года — генерал-майор. Назначен членом военной коллегии; заведующий канцеляриею розыскных дел.
В 1722 году он дважды командирован был в Нижний Новгород для приискания годных судов и постройки гекботов.
Екатерина I при вступлении на престол пожаловала ему орден Святого Александра Невского и произвела в генерал-поручики (1725). Командир Украинского ландмилицкого корпуса.
Пётр II пожаловал князя Юсупова чином подполковника лейб-гвардии Преображенского полка и назначил первым членом Военной коллегии.
Анна Иоанновна в день своей коронации произвела Юсупова в генерал-аншефы (1730).
Князь Григорий Дмитриевич Юсупов умер в Москве 2 (13) сентября 1730 года и похоронен в Богоявленском монастыре. Его надгробие в гласит: «Внуши, кто преходит, семо, много научит тебя камень сей!»

## Отзывы современников
В своих записках посол Испании при российском дворе в 1727-1730 годах герцог де Лириа сообщает о нём:

Князь Юсупов, генерал от инфантерии, татарского происхождения, родной брат которого был в то время ещё магометанином; человек хороший, хорошо служивший и довольно хорошо знавший свое дело; он был покрыт ранами; любил чужеземцев, весьма привязан к своему государю, — словом, был одним из тех людей, кои идут прямою дорогою; но сильно любил пить.

## Память
- В рамках празднования года 350-летия со дня рождения основателя следственных канцелярий Петра I, 10 июня 2022 г. в административном здании Следственного комитета Российской Федерации состоялось торжественное открытие выставки «Российское следствие: эпохи и судьбы», где были представлены портреты известных государственных и общественных деятелей России в исполнении художника — портретиста-импрессиониста М. П. Юсупова. Среди многочисленных портретов был представлен и портрет Г. Д. Юсупова.

- Наряду с другими лицами, образ Г.Д. Юсупова увековечен в галерее бронзовых барельефов "Следователи и организаторы следствия эпохи правления Петра I", расположенной в административном здании Следственного комитета Российской Федерации по адресу: г. Москва, Технический пер., д. 2, стр. 1 (автор - Д.В. Клавсуц, художник Студии военных художников имени М.Б. Грекова). Открытие галереи состоялось 13 января 2023 г., в день празднования 12-й годовщины образования независимого следственного органа - Следственного комитета Российской Федерации.

- Наряду с другими лицами, портрет Г.Д. Юсупова размещен в наборе почтовых открыток "Следователи и организаторы следствия эпохи правления Петра I" (художник - И.О. Муротьян). Набор издан АО "Марка" в 2022 г.

## Семья
- Отец — Дмитрий Сеюшевич (Абдул-Мурза) Юсупов-Княжево (ум. 1694)
- Мать — Екатерина Яковлевна Сумарокова, урождённая Хомутова.

От брака (с 1694 года) с Анной Никитичной Львовой, урождённой Акинфовой (ум. 1735), вдовой стольника князя Ивана Семёновича Львова, имел детей:
- Григорий Григорьевич (ум. 1737), полковник
- Сергей Григорьевич (ум. 1734), подполковник
- Борис Григорьевич (1695—1759), действительный тайный советник, камергер, сенатор.
- Мария Григорьевна (ум. 1738), монахиня
- Прасковья Григорьевна, в 1730 году сослана в Тихвинский монастырь, позже была взята в Тайную канцелярию, в мае 1735 года пострижена в монахини под именем Проклы и отправлена в Введенский девичий монастырь (с. Верхняя Теча), состоявший при Успенском Далматовом монастыре[2]. По словам Мордовцева, «судьба Юсуповой представляется тайной, до сих пор неразгаданной; одно ясно, она была жертвой личного на неё неудовольствия императрицы Анны… говорили, что княжна была жертвой семейной интриги, что её брат Борис ненавидел её по разным причинам, и чтобы завладеть всеми отцовскими имениями, искусно подготовил ссылку сестры»[3][4]. Её судьба описана в романе Пикуля «Слово и дело».